# FK Wołgograd
FK Wołgograd (ros. Футбольный клуб «Волгоград», Futbolnyj Kłub "Wołgograd") – rosyjski klub piłkarski z siedzibą w Wołgogradzie, leżącym nad Wołgą.

## Historia
Klub piłkarski Wołgograd została założona w mieście Wołgograd w 2008 roku. Propozycją nazwy nowego kluby był Rotor-Wołgograd, aby zachować tradycje znanego klubu. Ale w ostatniej chwili Rotor Wołgograd otrzymał licencje klubu profesjonalnego i klub po prośbie Prezydenta PFL Nikołaja Tołstych zmienił nazwę na FK Wołgograd.
Klub zamienił w Drugiej Dywizji drużynę Olimpia Wołgograd, która zrezygnował z występów.
W 2010 został rozformowany.

## Sukcesy
- 3. miejsce w Drugiej Dywizji: 2009

## Reprezentanci kraju grający w klubie
- Oleg Wierietiennikow